# V606 de l'Àguila
V606 de l'Àguila (V606 Aquilae) va ser una nova de la constel·lació de l'Àguila el 1899. Va assolir una magnitud aparent de 5,5.